# Alessandra Bucciarelli
Alessandra Bucciarelli (geb. um 1972) ist eine ehemalige italienische Profitänzerin. Mit ihrem Tanzpartner William Pino gilt sie als Ausnahmetänzerin. Heute tanzen beide zusammen nur noch Showauftritte.
Nach einem Beschluss des Organisations-Komitee der DSOC AG erhält William Pino mit seiner Tanzpartnerin Alessandra Bucciarelli eine Wildcard zu allen Wettkämpfen der „Dancing Superstars“- Weltserie.

## Tanzpartner
Alessandra Bucciarelli begann im Juni 1990 ihre Karriere als Professional mit William Pino.

## Erfolge (Auswahl)

Bucciarelli mit Pino bei ihrer Slow Walz Show nach dem Titel If I were a painting

Slow Walz Show 2006 (WSSDF)

### Titel
- European Champions (1998–1999)
- World Champions (1998–1999)

### Amateurbereich
- 1. Platz German Open Under 21 (1992)
- 1. Platz International Open Under 21 (1992)
- 1. Platz Blackpool Dance Festival Under 21 (1993)
- 1. Platz World Cup Amateur (1995)
- 1. Platz Italian 10 Dance Championships (1995–1996)
- 1. Platz Ranking List (1997–1999)
- 1. Platz Italian Ballroom Championships (1996–1999)
- 1. Platz German Open Amateur (1998–1999)
- 1. Platz U.K. Amateur (1998–1999)
- 1. Platz International Open Amateur (1999)
- 1. Platz Blackpool Dance Festival Amateur (1999)

### Professionalbereich
- 1. Platz Blackpool Dance Festival Rising Stars (2000)
- Finale in Tango Blackpool Dance Festival (2000)
- 1. Platz FE.IN.DA. (2000)
- 1. Platz German Open Championships (2001)
- 3. Platz Italian Championships (2001)
- 1. Platz Classic Show Dance Italian Ch. (2001–2002)
- 3. Platz Italian Championships (2002)
- 3. Platz European Championships (2003)
- 4. Platz World Championships (2002)
- 2. Platz Italian Championships (2003)

## Showauftritte
Alessandra Buciarelli ist mit ihrem Tanzpartner auf den World Super Stars Dance Festival seit 2003 in den Standardtänzen vertreten.